# Иодид гексаамминкобальта(III)
Иодид гексаамминкобальта(III) — неорганическое соединение, комплексный аммин соли металла кобальта и иодистоводородной кислоты с формулой {\displaystyle {\ce {[Co(NH_3)_6]I_3}}}, красные кристаллы, растворяется в воде.

## Получение
- Реакция хлорида гексаамминкобальта(III) и иодида калия:

{\displaystyle {\mathsf {[Co(NH_{3})_{6}]Cl_{3}+3KI\ {\xrightarrow {}}\ [Co(NH_{3})_{6}]I_{3}+3KCl}}}

## Физические свойства
Иодид гексаамминкобальта(III) образует красные кристаллы кубической сингонии, пространственная группа F m3m, параметры ячейки a = 1,088 нм, Z = 4.
Растворяется в воде, устойчив на воздухе.